# Tirumalpur
Tirumalpur (Tamil: திருமால்பூர் Tirumālpūr [ˈtirɯmaːlpuːr]; auch Thirumalpur) ist ein knapp 5.000 Einwohner zählendes Dorf im südindischen Bundesstaat Tamil Nadu.

## Lage
Tirumalpur liegt in einer Höhe von knapp 100 m ü. d. M. ca. 40 km (Fahrtstrecke) östlich der Distriktshauptstadt Ranipet bzw. ca. 19 km nordwestlich von Kanchipuram. Verwaltungsmäßig gehört Tirumalpur zum Taluk Arakkonam des Distrikts Ranipet.

## Sehenswürdigkeiten
- Im Ort selbst steht der dem Gott Shiva geweihte Manikandeswarar-Tempel. Tirumalpur wurde unter dem Namen Tirumarperu bereits im 7. Jahrhundert in den Tevaram-Hymnen der Dichterheiligen Sambandar und Appar besungen. Der Manikandeswarar-Tempel von Tirumalpur gehört daher zu den heiligen Orten des tamilischen Shivaismus (Padal Petra Sthalam).[3]
- Ca. 1 km nordöstlich befindet sich der eigenartige, nur etwa 4,50 m breite und 10 m lange Konar Temple, ein Bau aus der Chola-Zeit (um 900), über dessen Zweck Unklarheit herrscht. Er besteht aus einer geschlossenen Vorhalle und einer räumlich abgesetzten, aber vollkommen gleich dimensionierten turmlosen Cella (garbhagriha), in welcher sich jedoch kein Kultbild (mehr) befindet. Die schmucklose, aber von Inschriften überzogene Außenwand ist lediglich durch jeweils einen Mittenrücksprung sowie durch Pilaster gegliedert, die im oberen Bereich kleine Bildreliefs tragen. Im umlaufenden Traufgesims sind kleine Blendfenster (kudus) zu sehen; darunter verläuft ein Fries mit zwergenhaften Figuren, die an die Begleitschar Shivas (ganas) erinnern. Die teilweise zerstörten Inschriften lassen keine Rückschlüsse über die Funktion des turmlosen Bauwerks und den oder die Auftraggeber zu. Der Konar-Tempel ähnelt bis auf den fehlenden Turmaufbau, den Figurenfries unter der Traufe und die zahlreichen Inschriften der Außenwand dem Shiva-Tempel von Panangudi und anderen Kleintempeln der Chola-Zeit.

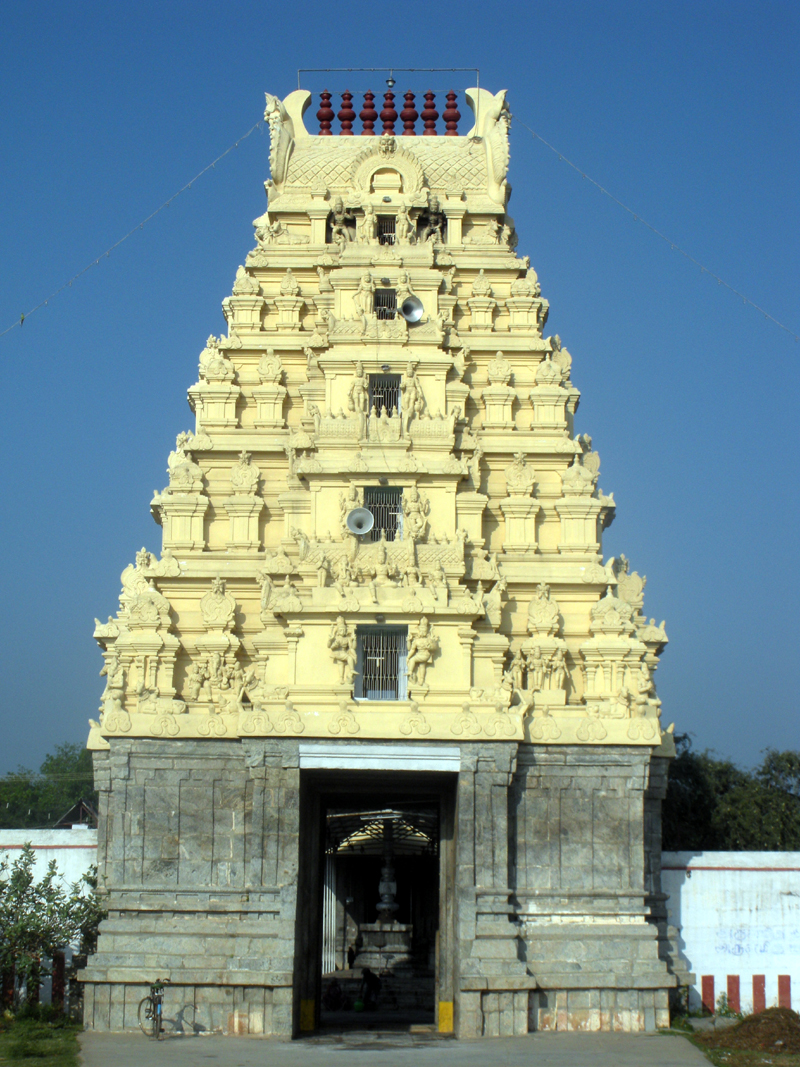
Gopuram (Torturm) des Manikandeswarar-Tempels
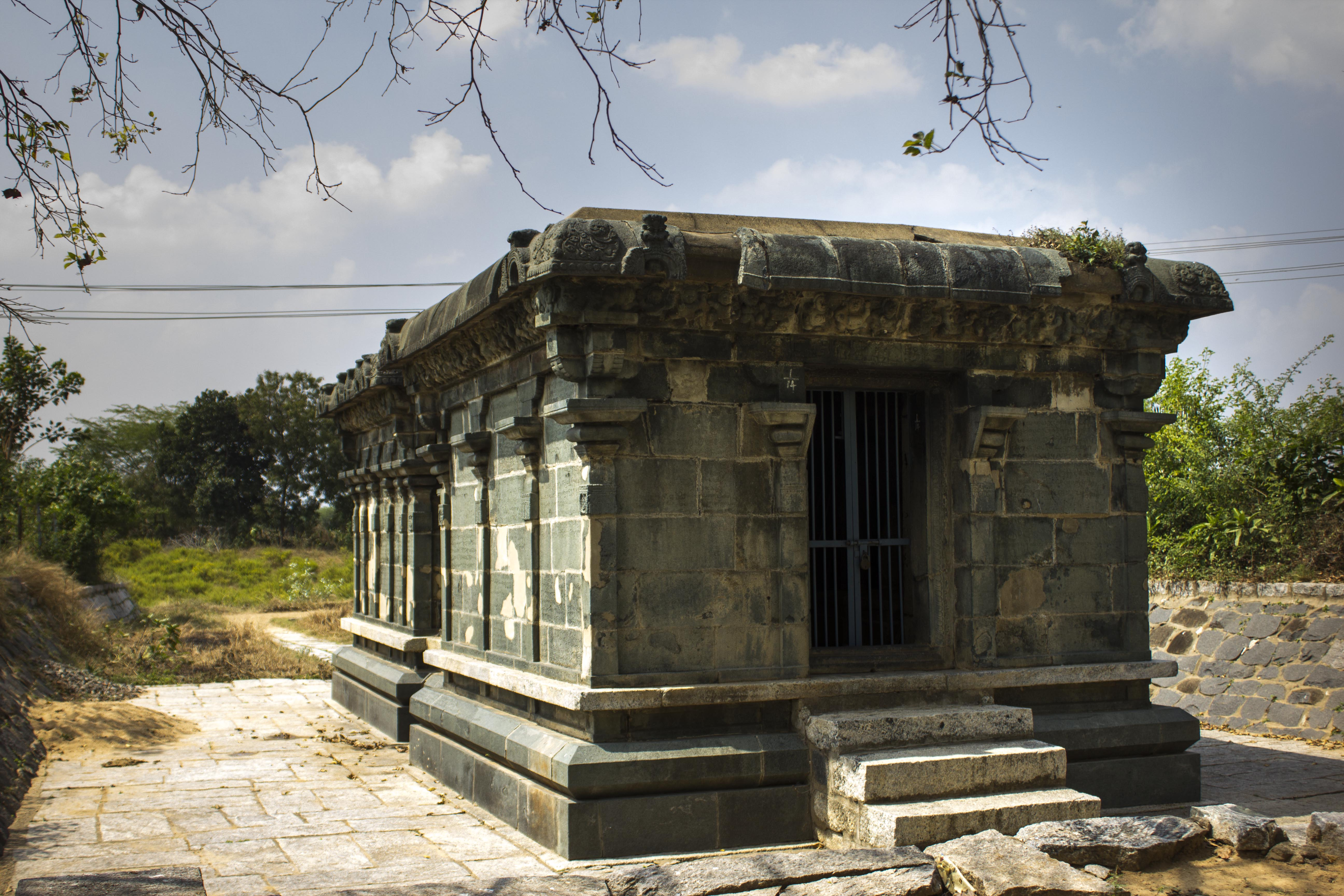
Konar-Tempel